# Код
Код е правило за преобразуване на информация (например буква, дума, фраза, жест), представена с един знак, в друг, който може да е от различен вид.
В комуникацията и обработването на информацията „кодиране на информацията“ означава представянето ѝ като данни и съответно промяната ѝ чрез аритметично или друго подобно действие като: съкращаване, разширяване, събиране, изваждане, прибавяне, умножаване или друг възможен процес на обработване. Съответно „декодиране“ е обратният процес на преобразуване на данните в разбираема за получателя форма.
Една от причините да е необходимо кодиране е да се осъществи комуникация тогава, когато използването на обикновен разговорен език или писменост е трудно или невъзможно. Например семафорната азбука във флота кодира съобщенията, като използва флагчета и положението на ръцете на сигнализиращия. Приемащият сигналите може да разчете флагчетата и да възпроизведе съответните думи.

## Кодиране
Процес на преобразуване на съобщения в комбинация от символов в съответствие с кодове, а процесът на въстановяване на съобщението сред комбинаци от символи се нарича декодиране.

## Кодиране на сигнали
Кодирането на сигнали е етап на получаване на цифрови сигнали от аналогови. Свежда се избор на начин за номериране на разрешените квантовани нива. В съвременните микросистеми се използват позиционни кодове. На базата на кодирането се извършва оценка по отношение на качеството и технико-икономическите параметри на цифровите сигнали за предаване на информация.